# 클로이 x 할리
클로이 x 핼리(Chloe x Halle)는 미국의 R&B 듀오이다. 멤버는 클로이 베일리와 핼리 베일리로 구성되며, 두 사람은 자매지간이다. 2019 그래미상 신인상 후보에 올랐다.

## 음반 목록

### 정규 음반
- The Kids Are Alright (2018)
- Ungodly Hour (2020)

### EP
- Uncovered (2013)
- Sugar Symphony (2016)

### 믹스테잎
- The Two of Us (2017)